# Sol Bianca
Sol Bianca (ソルビアンカ?, soru bianka) è un OAV in due episodi prodotto nel 1990 dalla giapponese AIC. Il cartone è stato distribuito in Italia da Yamato Video in videocassetta, sempre per il mercato home video.
Nel 1999, sempre la AIC ha prodotto l'OAV Sol Bianca - L'eredità perduta (太陽の船 ソルビアンカ?, Taiyō no fune: Sol bianca) un remake in sei episodi dell'opera, che riprende la storia dall'inizio introducendo qualche variante. Anche questo OAV è stato distribuito in Italia dalla Yamato Video per il mercato home video.

## Trama OAV
La storia si svolge in un lontano futuro non meglio precisato. 5 ragazze (Febu, April, Janny, June e May in ordine d'età, almeno così sembra)  sono al comando di una speciale Nave Spaziale e si dilettano ad assaltare le navi cargo dell'Imperatore Badros, che governa con il pugno di ferro su almeno due pianeti (Uno e Tres) nella Galassia F63. In uno dei loro assalti catturano, loro malgrado, un ragazzino poco loquace, Rim, che le persuaderà ad andare a Tres.
A differenza della serie TV, nell'OAV solo alla fine s'intuisce che l'origine della civiltà deriva dalla Terra (più precisamente dal Genere Umano), grazie a un "Tesoro" (la Gnosi) che le nostre eroine depredano dalla nave dell'Imperatore. Tale Tesoro non è niet'altro che un "videodisco" registrato centinaia di anni prima e inviato nello spazio dalla civiltà terrestre.

## Trama
La storia è ambientata in un lontano futuro. Sono passati ormai 400 anni dall'"Età della Frontiera", quando l'Uomo si avventurava con entusiasmo oltre i confini del sistema solare per colonizzare l'universo. Ora, passata quest'epoca di felicità, il ricordo della Terra, il pianeta d'origine dell'umanità, sta ormai sbiadendo ed entrando nel mito. In questo contesto si muovono le protagoniste, April, Jany, Jun e Feb, una sorta di "piratesse dello spazio" che viaggiano per la galassia sull'avveniristica astronave "Sol Bianca".
La storia ha inizio quando durante una delle loro innumerevoli avventure, le quattro ragazze si imbattono in Mayo, una ragazzina fuggita di casa per ritrovare i genitori perduti. L'equipaggio della "Sol Bianca" decide di aiutare la ragazzina ed intraprende un lungo viaggio che porterà la nave verso la Terra, alla scoperta di un incredibile segreto che sembra avvolgere il pianeta d'origine dell'Uomo.

## Sol Bianca

### Doppiaggio
Il doppiaggio italiano, a cura della Yamato Video e della DEA (Digital Editing Audio), è stato diretto da Stefania Patruno.
| Personaggi        | Voce giapponese  | Voce italiana      |
| ----------------- | ---------------- | ------------------ |
| Rim               | Daisuke Namikawa | Patrizia Mottola   |
| May               | Miki Itou        | Lara Parmiani      |
| June              | Yuriko Fuchizaki | Alessandra Karpoff |
| Jenny             | Minami Takayama  | Monica Pariante    |
| Helsmann          |                  | Sergio Romanò      |
| Febu              | Youko Matsuoka   | Patrizia Scianca   |
| Batros            | Takeshi Aono     | Maurizio Scattorin |
| April             | Rei Sakuma       | Mariagrazia Errigo |
| Gavance           |                  | Francesco Orlando  |
| Dott. De La Plaze | Tesshō Genda     | Maurizio Arena     |

## Sol Bianca - L'eredità perduta

### Doppiaggio
Il doppiaggio italiano, a cura della Yamato Video, è stato diretto da Dania Cericola. La traduzione dall'originale giapponese è di Luisa Chiappa e i dialoghi italiani sono di Silvia Bacinelli.
| Personaggi | Voce Giapponese    | Voce Italiana        |
| ---------- | ------------------ | -------------------- |
| June       | Eri Miyajima       | Elisabetta Spinelli  |
| Percy      | Yūji Ueda          | Claudio Ridolfo      |
| Jani       | Tomo Saeki         | Patrizia Salmoiraghi |
| Mayo       | Hiroko Konishi     | Benedetta Ponticelli |
| April      | Rica Matsumoto     | Sonia Mazza          |
| Feb        | Yoshiko Sakakibara | Donatella Fanfani    |
| Gunther    | Haruhiko Jo        | Luca Semeraro        |
| Rammy      | Juurouta Kosugi    | Massimo Di Benedetto |

### Episodi
| Nº | Titolo italiano Giapponese 「Kanji」 - Rōmaji |
| 1  | El Emblema 「紋章」 - monshō                  |
| 2  | La Reminiscencia 「記憶」 - kioku             |
| 3  | El Arreglo 「掃除人」 - sōji nin              |
| 4  | Lamovrex 「恋人たち」 - koibito tachi         |
| 5  | La Tierra 「地球」 - chikyū                   |
| 6  | Barco Del Sol 「太陽の船」 - taiyō no fune    |

## Videogioco
In Giappone il 29 giugno 1990 è stato distribuito un videogioco di ruolo prodotto dalla NCS per la console TurboGrafx-16.